# 井上治兵衛
井上 治兵衛（いのうえ じへい、1878年（明治11年）9月3日 - 1942年（昭和17年）2月22日）は、日本の実業家。丸石製薬社長。薬種商。前名直太郎。大阪府平民。江崎グリコ社長の江崎勝久、グリコ栄養食品元会長の江崎正道の母方の祖父にあたる。

## 経歴・人物
富山県・治兵衛の三男。1895年、家督を相続し、前名直太郎を改め襲名する。父業を継ぎ、売薬製薬業をあわせ営む。宗教は真宗。
丸石製薬の社章は、丸石商会（創業1888年）の創業者石浜豊蔵より初代社長の井上治兵衛が社名と共に引き継ぎ、以後変えることなく守って来たものであり、1910年6月以来の登録商標である。

## 家族・親族

### 井上家
（富山県、大阪市東区淡路町(現中央区)）
- 父・治兵衛[2]

先代治兵衛は富山県出身で、大阪に出て、売薬商を営んだ。
- 妻・とみ[2](大阪、吉田伊兵衛三女[2])

1882年生 - 没
- 男・隆治[2]

1901年生 - 没
- 長女・富美[2](大阪、中村利三郎長男政一に嫁ぐ[2])

1905年生 - 1995年没
- 二女・春江[2](大阪、田林豊之助長男豊一に嫁ぐ[2])

1906年生 - 没
- 三女・貴美[2](大阪、吉川伊作長男俊一に嫁ぐ[2])

1909年生 - 没
- 四女・芳江[2](江崎利一長男誠一に嫁ぐ[2])

1914年生 - 2004年没。90歳。グリコ・森永事件で、江崎勝久社長が兵庫県西宮市の自宅で誘拐された際、離れで襲われたが、けがはなかった。
- 男・康治[2]

1916年生 - 没

### 親戚
- 中村利三郎[7]（実業家・中村利三郎商店社長、ゴム製品商[7]）
- 田林豊之助[8]（家主[8]）
- 吉川伊作[9]（実業家・吉川商店社長、酒問屋業[9]）
- 江崎利一（実業家・江崎グリコ創業者）